# Torsåkers landskommun, Ångermanland
För landskommunen med detta namn i Gästrikland, se Torsåkers landskommun, Gästrikland.
Torsåkers landskommun var en tidigare kommun i Västernorrlands län. Centralort var Torsåker.

## Administrativ historik
Torsåkers landskommun (från början Thorsåkers landskommun) inrättades den 1 januari 1863 i Torsåkers socken i Ångermanland  när 1862 års kommunalförordningar trädde i kraft.
Den upphörde vid kommunreformen 1952, då den gick upp i Ytterlännäs landskommun. Sedan 1974 tillhör området Kramfors kommun.

## Kommunvapen
Torsåkers landskommun förde inte något vapen.

## Politik

### Mandatfördelning i valen 1938-1946
| 12 | 3 | 5 |

| 18 |

| 10 | 4 | 6 |

| 18 |

| 4 | 7 | 2 | 7 |

| 17 | 3 |

### Fotnoter
1. ↑  Per Andersson: Sveriges kommunindelning 1863-1993, Draking, Mjölby 1993, ISBN 91-87784-05-X, s. 91